# Adejeania xanthopilosa
Adejeania xanthopilosa là một loài ruồi trong họ Tachinidae.